# Allan H. Frey
Allan H. Frey (nacido en 1935) es un neurólogo estadounidense conocido por su investigación y escrito durante la guerra fría sobre la naturaleza del efecto auditivo de microondas, llamado también el "efecto de Frey". Trabajó en  Advanced Electronics Center de la General Electric en la Universidad de Cornell. En 1975, Frey publicó un estudio en Annals of the New York Academy of Sciences que indica que las microondas "con ciertas modulaciones" pueden causar fugas en la barrera hematoencefálica, con consecuencias letales posiblemente. Frey vive en Annapolis, Maryland.[cita requerida]